# Joel Spolsky
Avram Joel Spolsky, född 1965 i Albuquerque, New Mexico, USA, är en amerikansk programmerare, ingenjör och entreprenör. Han är bland annat känd för att ha skapat projekthanteringssystemet Trello.

## Publikationer (i urval)
- Spolsky, Joel (2001). User Interface Design for Programmers. Apress. ISBN 1-893115-94-1. https://archive.org/details/userinterfacedes00spol
- Spolsky, Joel (2004). Joel on Software: And on Diverse and Occasionally Related Matters That Will Prove of Interest to Software Developers, Designers, and Managers, and to Those Who, Whether by Good Fortune or Ill Luck, Work with Them in Some Capacity. Apress. ISBN 1-59059-389-8. https://archive.org/details/joelonsoftwareon00spol
- Spolsky, Joel (2005). The Best Software Writing I: Selected and Introduced by Joel Spolsky. Apress. ISBN 1-59059-500-9. https://archive.org/details/bestsoftwarewrit0000unse
- Spolsky, Joel (2007). Smart and Gets Things Done: Joel Spolsky's Concise Guide to Finding the Best Technical Talent. Apress. ISBN 978-1-59059-838-2
- Spolsky, Joel (2008). More Joel on Software: Further Thoughts on Diverse and Occasionally Related Matters That Will Prove of Interest to Software Developers, Designers, and to Those Who, Whether by Good Fortune or Ill Luck, Work with Them in Some Capacity. Apress. ISBN 978-1-4302-0987-4